# Polny Młyn (województwo mazowieckie)
Polny Młyn – wieś w Polsce położona w województwie mazowieckim, w powiecie przasnyskim, w gminie Przasnysz.
Miejscowość wchodzi w skład sołectwa Góry Karwackie.
W latach 1975–1998 miejscowość administracyjnie należała do województwa ostrołęckiego.
Wierni Kościoła rzymskokatolickiego należą do parafii Chrystusa Zbawiciela w Przasnyszu.